# Pedicia (Crunobia) dispar
Pedicia (Crunobia) dispar is een tweevleugelige uit de familie Pediciidae. De soort komt voor in het Palearctisch gebied.